# Hamyts
Hamyts o Khamis (in osseto: Хæмыц) è un eroe della saga dei Narti, parte del folklore dei sarmati ed in generale dei popoli del Caucaso. È il padre di Batraz, il personaggio più famoso della saga.
Il suo nome, come quello del figlio, sarebbero di origine mongola anche se le vicissitudini raccontate nelle loro saghe non appartengono a quella tradizione mongola. 

## La vita di Hamytz
Hamyts e il suo gemello Uryzmæg nacquero da Zerashsha, ritornata nel villaggio natale del defunto marito Akhshartag.
In seguito, dalla appena defunta Zerashsha, nascerà, tramite un sortilegio, la sorella Shatana, che poi sposerà Uryzmæg.
Hamyts era un grande cacciatore e molto generoso, sempre pronto ad aiutare il suo popolo, i Narti. Un giorno, durante un periodo di carestia, non riuscì a catturare un solo animale, cosa che non gli era mai successa e che lo gettò nello sconforto. Ma verso sera comparve un minuscolo ragazzo che rapidamente uccise centinaia di animali che prodigiosamente sbucavano dalla boscaglia. Il ragazzo donò la selvaggina a Hamyts e disse che apparteneva al popolo dei Bytsenta, uomini di piccola corporatura che vivevano sotto terra.
Allora Hamyts propose al ragazzo un'alleanza tra i Narti e i Bytsenta, offrendosi di sposarne la sorella. Il ragazzo però lo mise in guardia sul fatto che egli avrebbe dovuto proteggere la ragazza dal dileggio dei Narti. Hamyts accettò comunque ma quando arrivò nel mondo sotterraneo dei Bysenta la sposa che gli presentarono era un rana. I Narti al suo seguito se ne andarono indignati, ma Hamyts non ebbe il coraggio di rifiutare l'offerta.
Portata a casa la rana, Hamyts scoprì che essa di notte si trasformava in una donna bellissima, per ritornare rana di giorno. La donna aveva poteri magici che resero l'eroe molto ricco ma ridicolizzato dal suo popolo per via della rana che si portava sempre appresso. Un giorno decise di portarla all'assemblea degli anziani, tenendola in tasca, ma fu scoperto e aspramente rimproverato e dileggiato per quella rana. Ciò costituiva un venir meno all'impegno preso con i Bytsenta di proteggere la moglie, perciò fu costretto a riportarla dal suo popolo.
Qui giunti la moglie gli comunicò che era incinta, ma che non poteva portare con sé il bambino, perciò soffiò tra le spalle di Hamyts, impiantandovi l'embrione. Dall'ascesso che si formò Hamyts, con l'aiuto della sorella, partorì un bambino di acciaio rovente: Batraz.
Batraz, quando nacque, finì in mare ma era talmente caldo che lo fece evaporare generando una nuvola immensa che condensando generò tanta pioggia da far straripare il mare. Crescendo egli divenne fortissimo e noto come l'Eroe d'acciaio.
Hamyts, pur avendo fatto del gran bene al suo popolo, si era anche attirato l'odio di alcuni di essi, soprattutto a causa del dente di Arkizh, donatogli dalla zia Kizmida, che gli permetteva di sedurre qualunque donna. Un giorno, mentre si recava a caccia gli venne tesa un'imboscata in cui perì. 
Toccò al figlio Batraz vendicarne la morte.  